# Фридрикс, Александр Иванович
Александр Иванович Фри́дрикс (Фредери́кс) (1760 — 22 февраля (5 марта) 1799) — барон, уездный судья, подполковник артиллерии, обер-контролёр Военной коллегии, владелец мызы Орлино. Брат Андрея, Густава, Ивана и Петра Фридриксов (Фредериксов).

## Биография
Представитель баронского рода Фридриксов (Фредериксов). Родился в 1760 году в семье придворного банкира Екатерины II, Ивана Юрьевича Фридрикса и Регины-Луизы (Ирины) Захарьевны Христинек. Третьим из девяти детей.
После смерти отца в 1779 году Александр унаследовал мызу Орлино. 
- В 1781 году — капитан 2-го Фузелерного полка Артиллерийского корпуса
- В 1782 году — капитан 2-го Канонерского полка Артиллерийского корпуса
- В 1783—1784 годах — капитан Артиллерийского корпуса на Охтинских пороховых заводах
- В 1785—1787 годах — майор артиллерии и судья в уездном суде города Рожествена (совр. село Рождествено в Гатчинском муниципальном округе Ленинградской области)[4]

В 1788 году Александр продал мызу Орлино дипломату, статскому советнику Александру Стахиевичу Стахиеву.
- В 1788—1793 годах — майор артиллерии. В полковых документах был записан как «Барон Александр фон Фридрикс»
- В 1794—1796 годах — майор артиллерии и обер-контролёр артиллерийской конторы Военной коллегии, обер-контролёр при счётных делах Канцелярии артиллерии и фортификации[4]

В 1796 году стал автором книги «Разговор о вкусе в архитектуре для всех в свете городов а особливо для Санктпетербурга и прочих мест под одинаковым с ним климатом. Сочинение артиллерии маиора барона Александра Фридрикса». Вышел в отставку в чине подполковника.

## Семья
Жена — баронесса Евдокия Фёдоровна Мальтиц (1761—1849).